# Карліс Штейнс
Карліс Штейнс (лат. Kārlis Šteins; нар. 13 жовтня 1911, Казань — пом. 4 квітня 1983) — латвійський астроном. Заслужений діяч науки Латвійської РСР, член Астрономічної ради Академії наук СРСР.

## Життєпис
Народився у Казані. У 1934 закінчив Латвійський університет та був залишений на кафедрі теоретичної астрономії для підготовки до наукової діяльності. У 1935—1936 і 1938 працював у Краківській обсерваторії. У 1937 проходив практику в Копенгагенській обсерваторії.
З 1944 працював в Латвійському університеті (в 1949—1951 — завідувач кафедрою астрономії, в 1951—1959 — завідувач Службою часу, з 1959 — директор обсерваторії, з 1966 — професор). У 1958 році став членом Міжнародного астрономічного союзу (IAU). З 1967 року — член Астрономічної ради Академії наук СРСР.
У 1963 у Головній астрономічній обсерваторії СРСР (Пулково) захистив докторську дисертацію «Еволюція орбіт комет».

## Наукова діяльність
Опублікував близько 120 наукових робіт. Наукові роботи присвячені кометній космогонії, проблемі обертання Землі, астрономічному обладнанню. Був прихильником гіпотези захоплення комет. Першим встановив, що дезінтеграція і дифузія комет залежать від перигельної відстані і нахилу площини орбіти. Відкрив ряд нових статистичних закономірностей, відомих зараз як закони дифузії комет. З ініціативи Штейнса в службі часу обсерваторії Латвійського університету (однієї з перших) був впроваджений фотоелектричний метод реєстрації зіркових проходжень.

## Пам'ять
На честь нього названо астероїд 2867 Штейнс.